# Hans Broberg
Hans Bertil Broberg (i riksdagen kallad Broberg i Bofors), född 4 december 1906 i Älvkarleby, död 13 november 1988 i Karlskoga, var en svensk ingenjör och politiker (folkpartist). 
Hans Broberg, som var utomäktenskaplig son till en masmästardotter, var ingenjör bland annat vid Skutskärs bruk 1932–1937, AB Bofors Nobelkrut 1940–1945 och Sentab 1945–1950. Från 1950 var han chef för konstruktionsavdelningen hos AB Bofors Nobelkrut. Han var ledamot av Karlskoga stadsfullmäktige (från 1971 kommunfullmäktige) 1957–1958 samt 1963–1974.
Han var riksdagsledamot i andra kammaren för Örebro läns valkrets från den 29 november 1962 till 1964 års utgång. I riksdagen var han suppleant i bevillningsutskottet 1963–1964. Han var särskilt engagerad i ekonomisk politik.
Hans Broberg är begravd på Skogskyrkogården i Karlskoga.